# دونگی دوشنیک
دونگی دوشنیک (به صربی: Donji Dušnik) یک منطقهٔ مسکونی در صربستان است که در Gadžin Han واقع شده‌است.